# Auroue
Ne doit pas être confondu avec Aurouër ou Aurouet.
L'Auroue est une  rivière du Sud-Ouest de la France qui coule dans les départements du Gers, de Tarn-et-Garonne et de Lot-et-Garonne. C'est un affluent direct de la Garonne en rive gauche.
Il ne faut pas la confondre avec l'Auloue, affluent de la Baïse. À ne pas confondre non plus avec l'Aussoue affluent de la Save.

## Géographie
De 62,4 km de longueur, l'Auroue est située entre le Gers et l'Arrats, elle prend sa source sur la commune de Crastes en limite de la commune de  Puycasquier dans le Gers et se jette dans la Garonne à l'amont d'Agen, au niveau de Saint-Nicolas-de-la-Balerme en Lot-et-Garonne après avoir servi sur quelques kilomètres de limite entre le Lot-et-Garonne et le Tarn-et-Garonne.

## Départements et communes traversés
- Gers : Crastes, Puycasquier, Miramont-Latour, Pis, Taybosc, Céran, Goutz, Bajonnette, Cadeilhan, Brugnens, Saint-Léonard, Urdens, Saint-Clar, Magnas, L'Isle-Bouzon, Plieux, Lectoure, Castet-Arrouy, Miradoux, Gimbrède.
- Tarn-et-Garonne : Dunes.
- Lot-et-Garonne : Cuq, Caudecoste, Saint-Sixte, Saint-Nicolas-de-la-Balerme.

## Principaux affluents
- La Petite Auroue : 9,6 km
- Ruisseau de Lesquère : 9,9 km
- Ruisseau du Métau : 11 km
- Ruisseau de Sempesserre : 7,1 km
- Ruisseau du Rat : 6,9 km